# Arthur D. Levinson
Arthur D. Levinson, född 31 mars 1950, är en amerikansk företagsledare som är styrelseordförande för det multinationella IT-företaget Apple Inc. sedan 2011 och medgrundare och vd för bioteknikföretaget Calico LLC sedan 2013.
Han avlade en kandidatexamen vid University of Washington och en doktor i biokemi vid Princeton University.
Levinson började sin arbetskarriär 1980 som vetenskapsman för Genentech Inc. och började avancera i chefshierarkin fram till 10 juli 1995 när han blev president, vd och ledamot i företaget. Fyra år senare blev han även utsedd som styrelseordförande för Genentech och 2000 blev han också utvald att sitta i Apple Inc.:s koncernstyrelse. 2004 fick han en plats i Google, Inc.:s styrelse, en plats han hade fram till 2009 när han valde att inte ställa upp till omval som ledamot. Den 26 mars samma år blev Genentech  uppköpta av det schweiziska läkemedelsbolaget F. Hoffmann-La Roche AG och den 14 april meddelade Hoffman-La Roche att Levinson inte skulle fortsätta som president och vd för det nya dotterbolaget utan skulle leda det som styrelseordförande och fick samtidigt en plats som ledamot i deras koncernstyrelse. Den 15 november 2011 stod det klart att Levinson var den som skulle ta över ordförandeklubban i Apple Inc. från den avgående Steve Jobs. Den 18 september 2013 meddelade Google att man skulle starta ett bioteknikföretag med Levinson och det skulle heta Calico LLC och ledas av just Levinson. 2014 valde han avgå som både styrelseledamot i Hoffmann-La Roche och styrelseordförande för Genentech med anledningen att det skulle kunna uppstå potentiella intressekonflikter för honom på grund av hans intressen i Calico.
Han har författat alternativt delförfattat fler än 80 vetenskapliga artiklar och innehar personligen elva amerikanska patent.